# 5110 Belgirate
5110 Belgirate (1987 SV) là một tiểu hành tinh vành đai chính được phát hiện ngày 19 tháng 9 năm 1987 bởi Bowell, E. ở Flagstaff.